# Ramón de Alipazaga
Ramón de Alipazaga fue un sacerdote y político peruano. 
Fue miembro del Congreso General Constituyente de 1827 por el departamento de Junín. Dicho congreso constituyente fue el que elaboró la segunda constitución política del país.
Fue elegido diputado por la entonces provincia juninense de Cajatambo como miembro de la Convención Nacional de 1833 que expidió la Constitución Política de la República Peruana de 1834, la cuarta de la historia del país.
Fue diputado de la República del Perú por la provincia de Pasco entre 1845 y 1853 durante el primer gobierno de Ramón Castilla y José Rufino Echenique. 